# Municipio de Big Creek (condado de Taney)
El municipio de Big Creek (en inglés: Big Creek Township) es un municipio ubicado en el condado de Taney en el estado estadounidense de Misuri. En el año 2010 tenía una población de 572 habitantes y una densidad poblacional de 2,98 personas por km².

## Geografía
El municipio de Big Creek se encuentra ubicado en las coordenadas 36°32′56″N 92°51′13″O / 36.54889, -92.85361. Según la Oficina del Censo de los Estados Unidos, el municipio tiene una superficie total de 191.85 km², de la cual 188,09 km² corresponden a tierra firme y (1,95 %) 3,75 km² es agua.

## Demografía
Según el censo de 2010, había 572 personas residiendo en el municipio de Big Creek. La densidad de población era de 2,98 hab./km². De los 572 habitantes, el municipio de Big Creek estaba compuesto por el 97,73 % blancos, el 1,4 % eran amerindios, el 0,17 % eran asiáticos y el 0,7 % eran de una mezcla de razas. Del total de la población el 0,35 % eran hispanos o latinos de cualquier raza.